# Phil Medley
Philip "Phil" Medley (9 de abril de 1916 - 3 de octubre de 1997) fue un compositor estadounidense notable por su composición "Twist & Shout", que escribió junto con Bert Russell. La canción se hizo famosa tanto por The Isley Brothers y The Beatles. Medley también escribió "A Million To One" y coescribió "If I Didn't Have a Dime" por Gene Pitney con Russell. Su sobrina es la cantante Sharon Brown, que tenía la canción "I Specialize in Love" en el Hot Dance Club Songs en 1982.